# Stadensen
Stadensen è una frazione del comune tedesco di Wrestedt, in Bassa Sassonia.

## Storia
Stadensen costituì un comune autonomo fino al 1º novembre 2011.